# Cynisca chirioi
Espèce
Cynisca chirioi est une espèce d'amphisbènes de la famille des Amphisbaenidae.

## Répartition
Cette espèce est endémique de Guinée.

## Étymologie
Cette espèce est nommée en l'honneur de Laurent Chirio.

## Publication originale
- Trape, Mané & Baldé, 2014 : Une nouvelle et remarquable espèce du genre Cynisca Gray, 1844 (Squamata, Amphisbaenidae), de Guinée-Forestière. Bulletin de la Société Herpétologique de France, vol. 151, p. 1-10.